# Aleksander Biborski

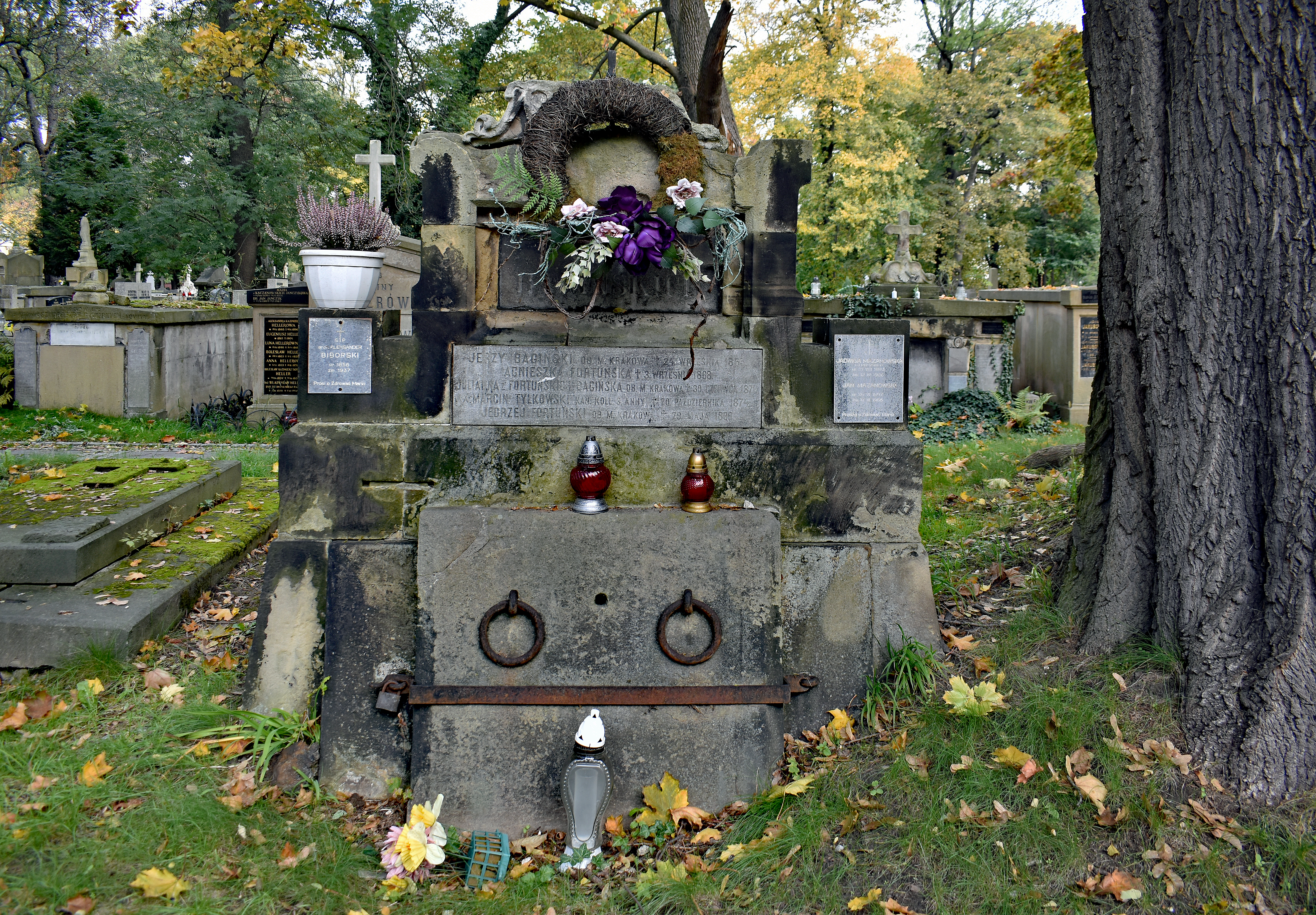
Cmentarz Rakowicki – grób Aleksandra Biborskiego

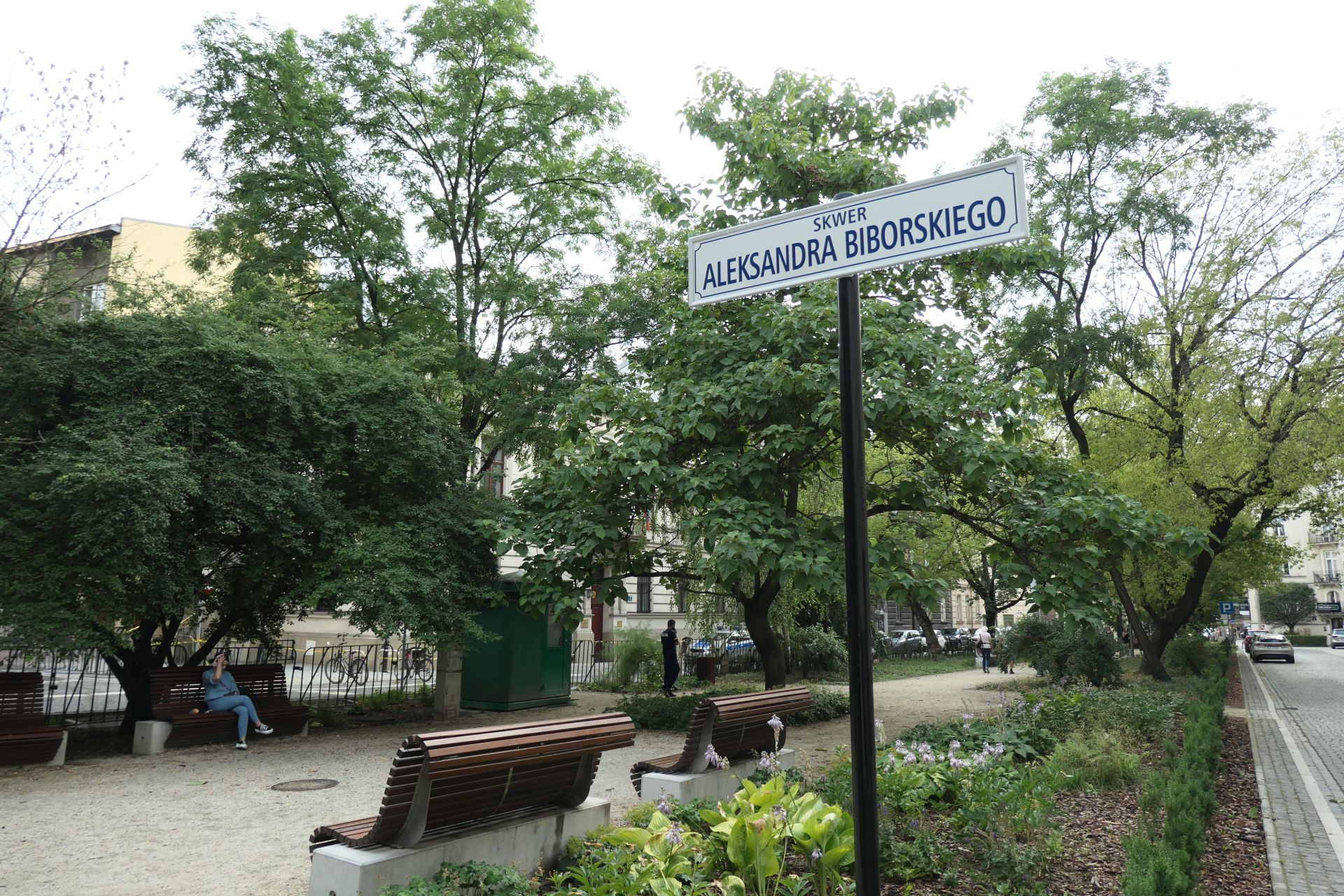
Skwer Aleksandra Biborskiego w Krakowie

Aleksander Biborski (ur. 7 sierpnia 1856 w Krakowie, zm. 2 marca 1937 tamże) – polski architekt związany z Krakowem.

## Życiorys
Ukończył I Cesarsko-Królewskiej Wyższej Szkoły Realnej w Krakowie. Następnie studiował na Politechnice Lwowskiej. Początkowo pracował w Urzędzie Budownictwa Miejskiego (1883–1884). W 1894 r. założył własną firmę budowlaną. Projektował (w charakterystycznym dla schyłku XIX stulecia stylu eklektycznym o motywach północnego renesansu) i budował głównie domy mieszkalne. Prowadził także budowy według planów innych architektów. Był członkiem Towarzystwa Technicznego (1884), a w latach 1916–1919 Królem Bractwa Kurkowego. Od 1916 r. był prezesem Izby Budowlanej.
Został pochowany na cmentarzu Rakowickim. 

## Realizacje w Krakowie
- ul. Łobzowska 23 (1891)
- ul. Łobzowska 5 (1901–02)
- ul. Krowoderska 55 (1893–94), kamienica własna
- ul. Biskupia 3 (1897)
- ul. Szlak 9 (1897)
- uli. Berka Joselewicza 22[4]
- ul. Karmelicka 14 (1899)[4]
- ul. Karmelicka 8 (1895)
- ul. Radziwiłłowska 27 (1899)
- ul. Jabłonowskich 6 (1899–1900)
- kamienice na ul. Długiej[5]:

nr 39 (1906)
nr 41 (1905–1906)
nr 43 (1905–1906)
- ul. Rakowicka 4 (1910–1911, wspólnie z Antonim Dostalem)
- projekt przebudowy kościoła św. Mikołaja (1906–1907)[6]

i inne.

## Upamiętnienie
W 2018 imieniem Aleksandra Biborskiego nazwano skwer przy ul. Biskupiej w Krakowie.

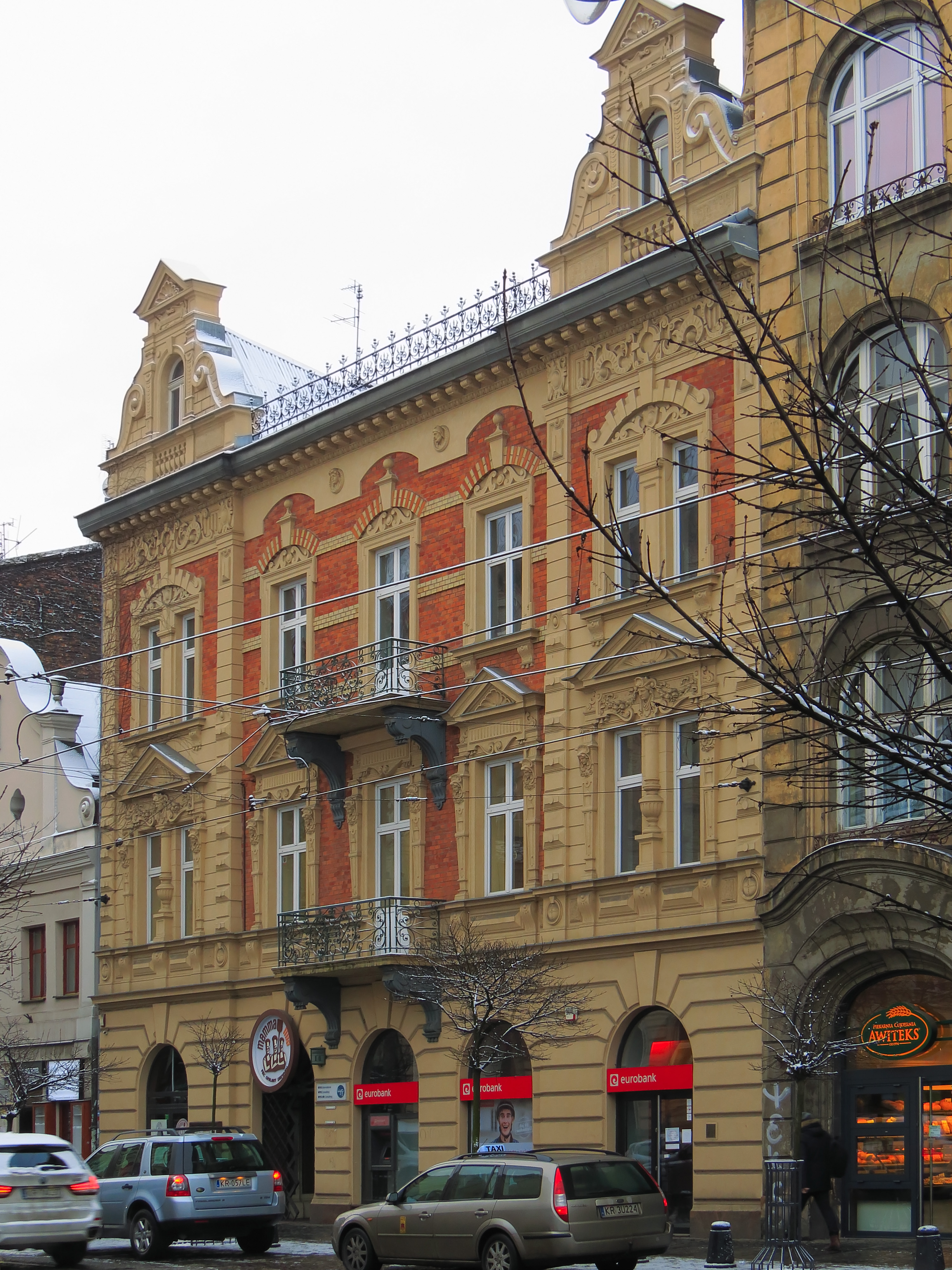
Kamienica (1899), Kraków, ul. Karmelicka 14
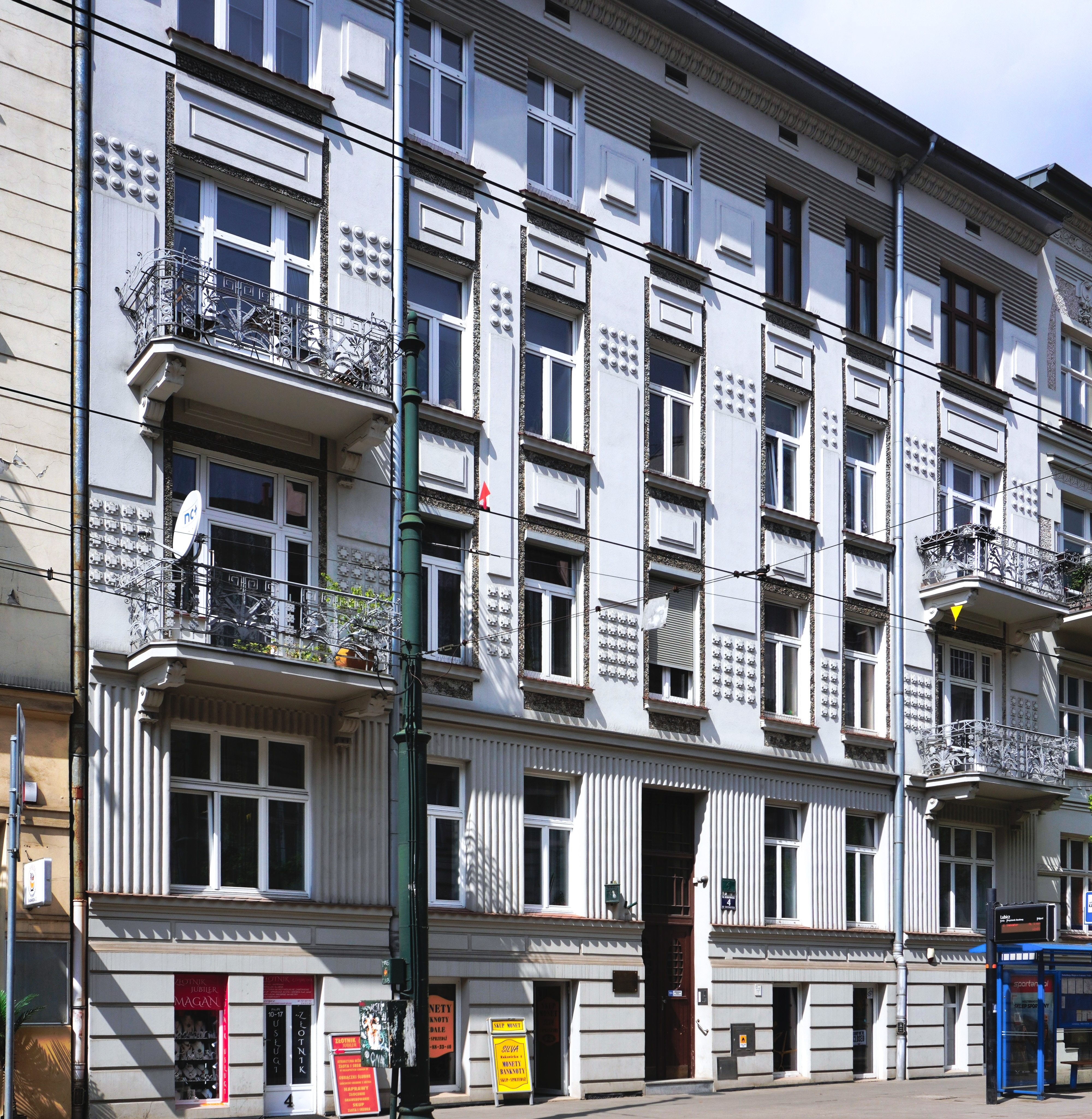
Kamienica (1910–1911, wspólnie z Antonim Dostalem), Kraków, ul. Rakowicka 4
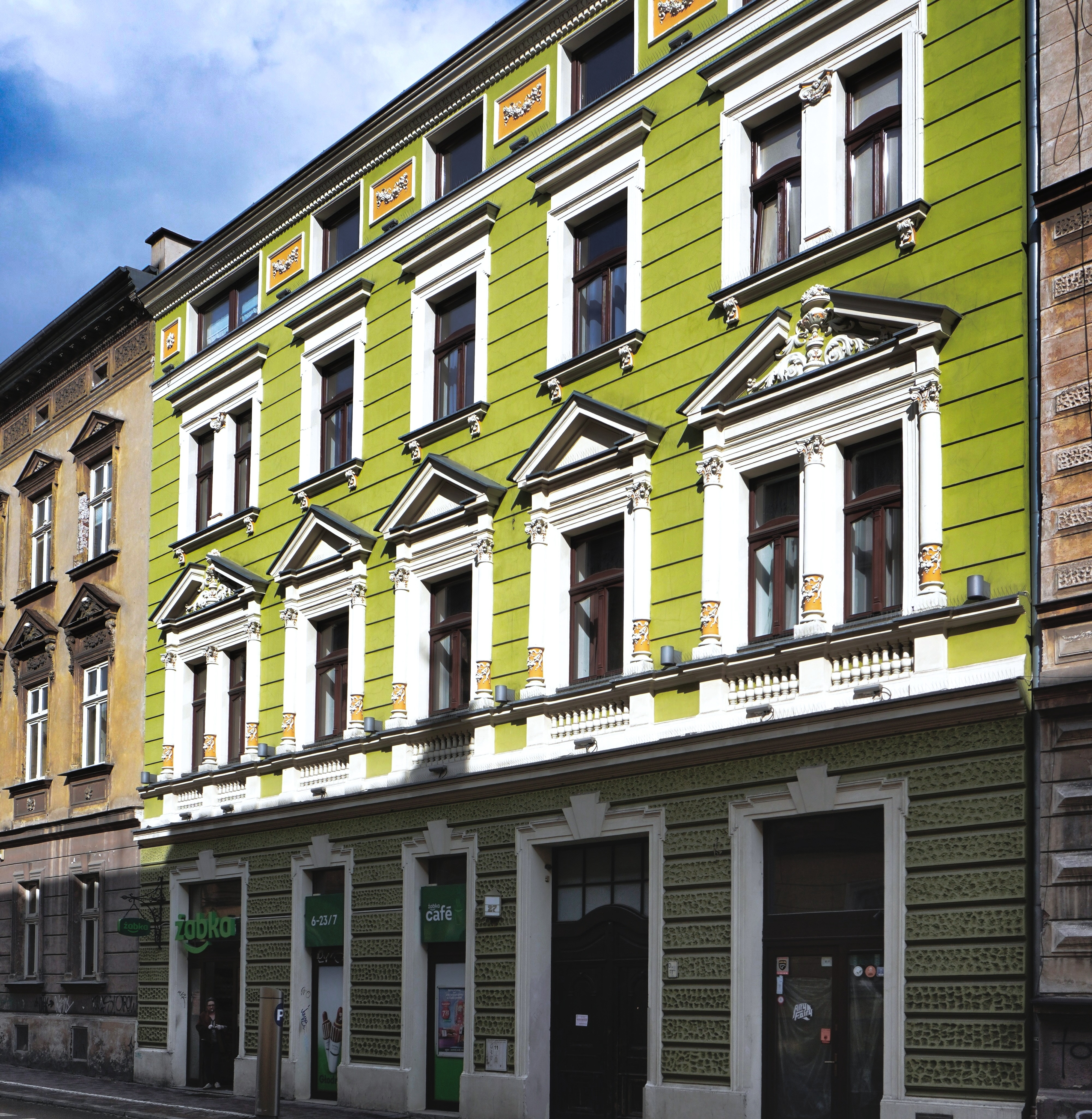
Kamienica (1899), Kraków, ul. Radziwiłłowska 27
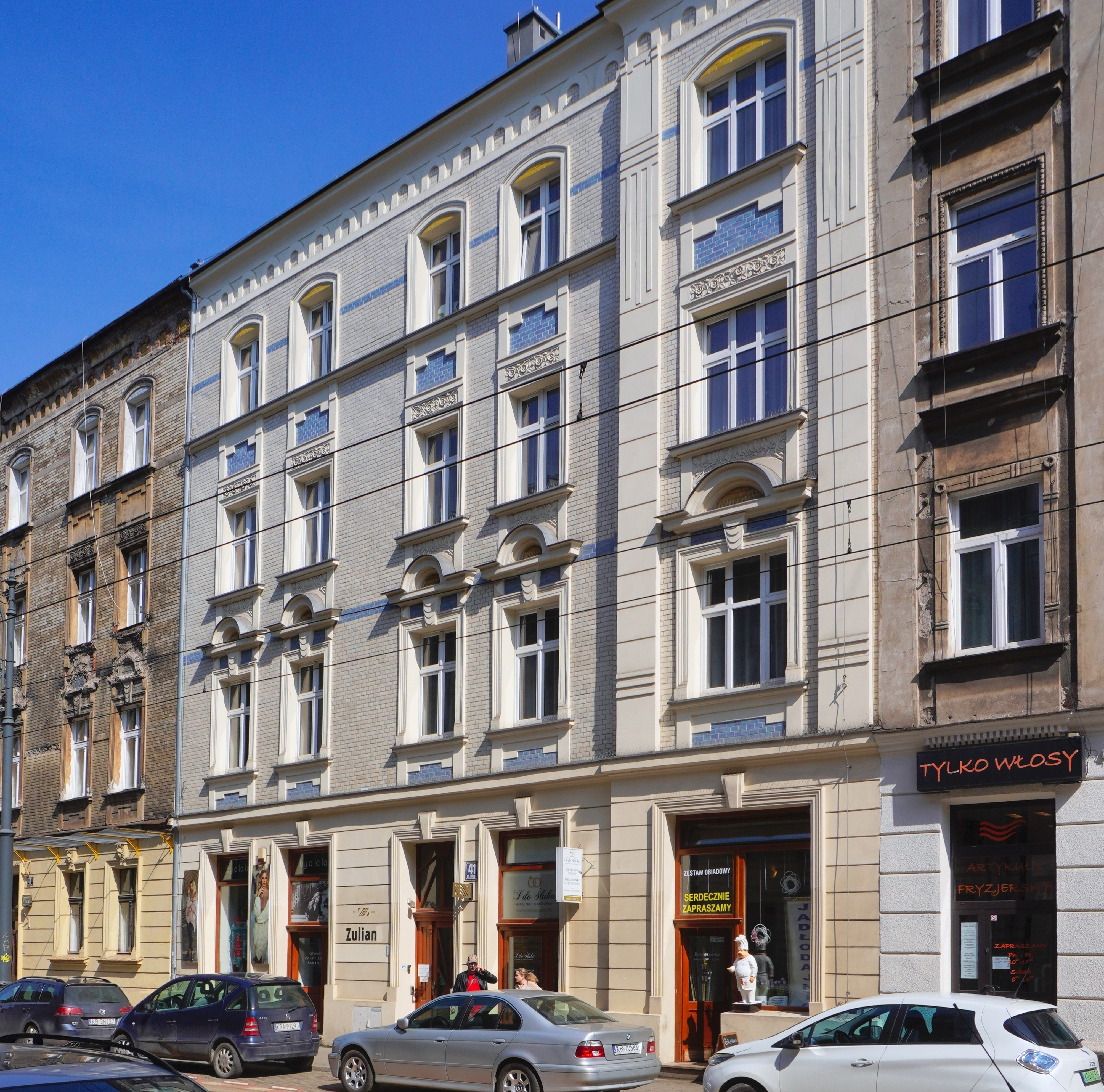
Kamienica (1905–1906), Kraków, ul. Długa 41
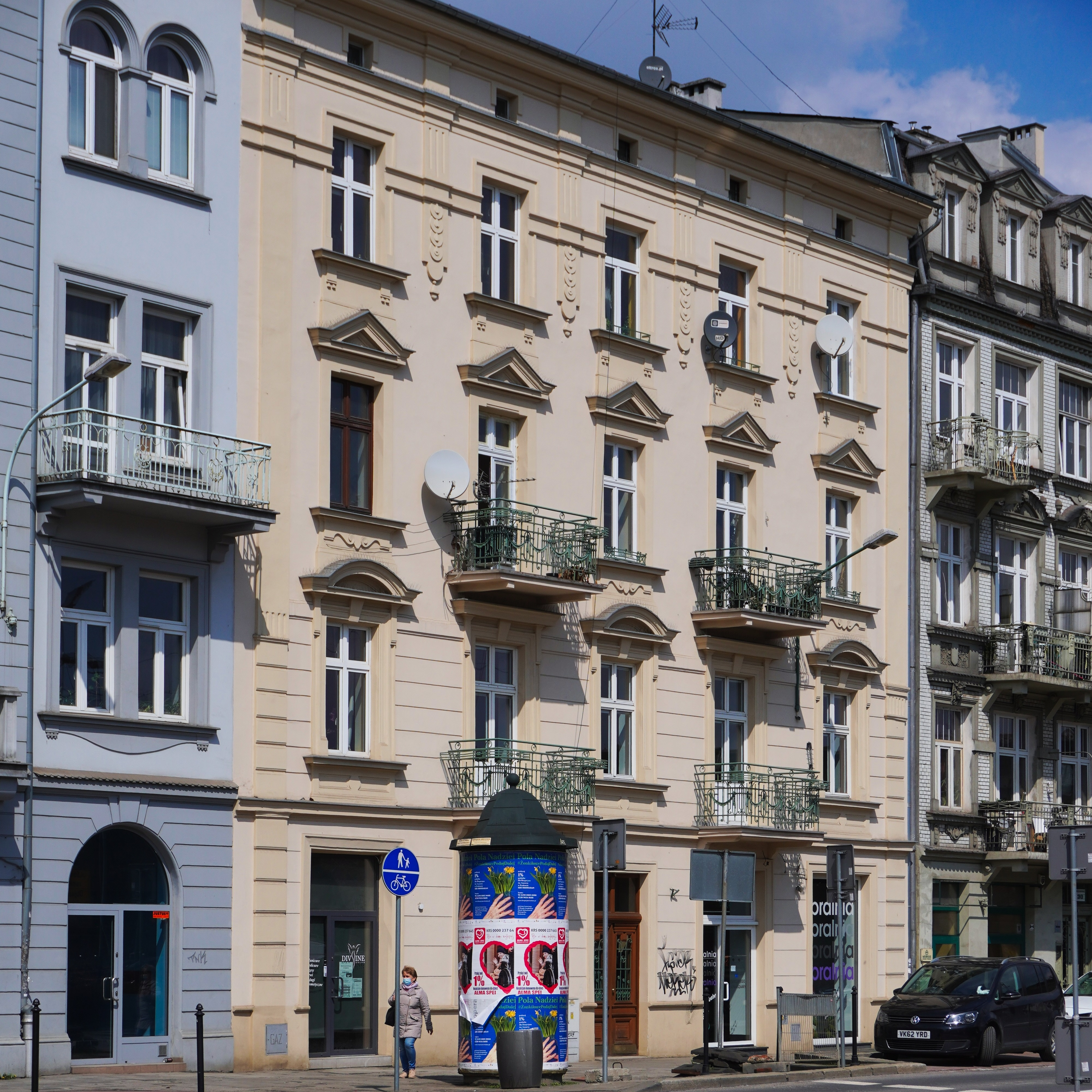
Kamienica (1910), Kraków, ul. Wielopole 28
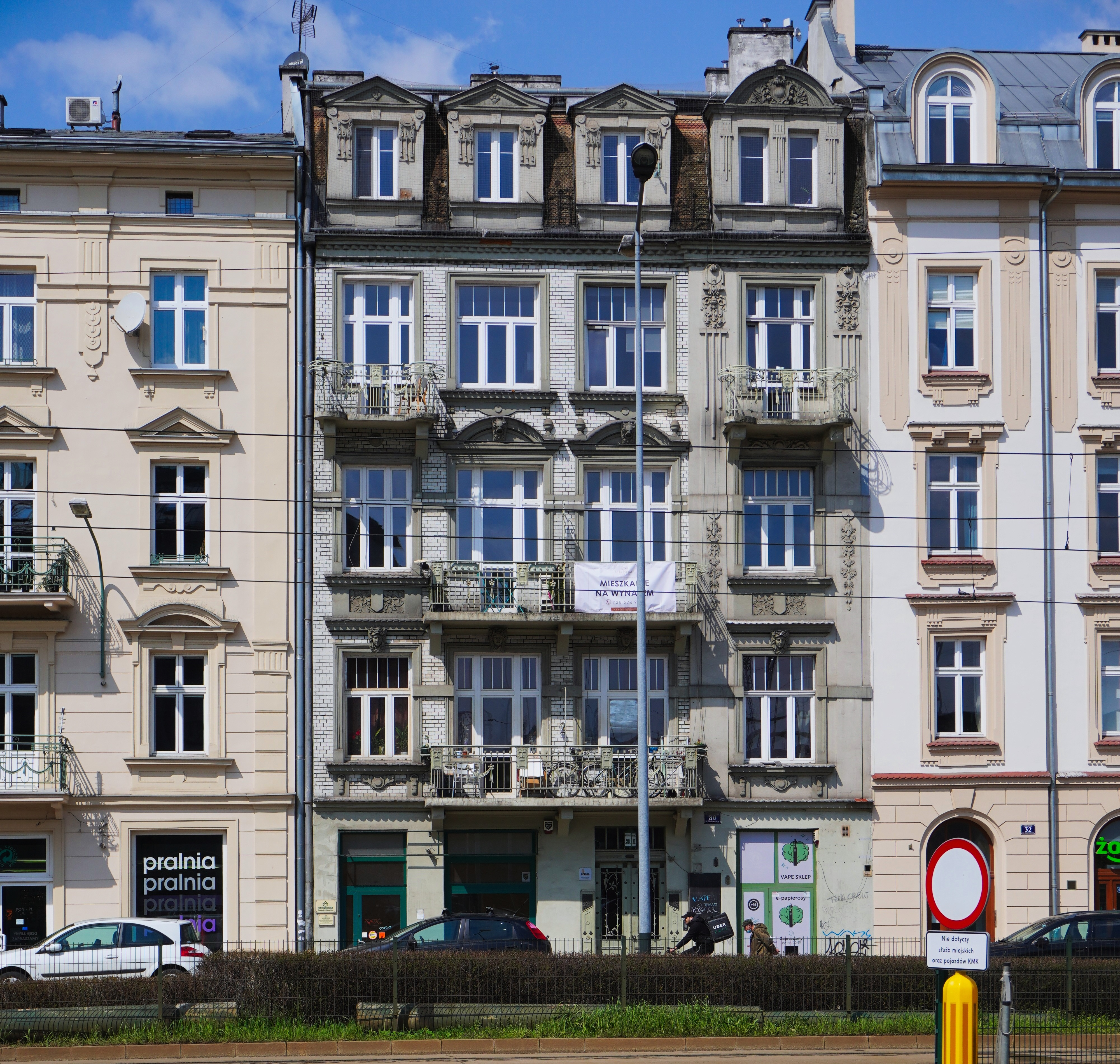
Kamienica (1910), Kraków, ul. Wielopole 30
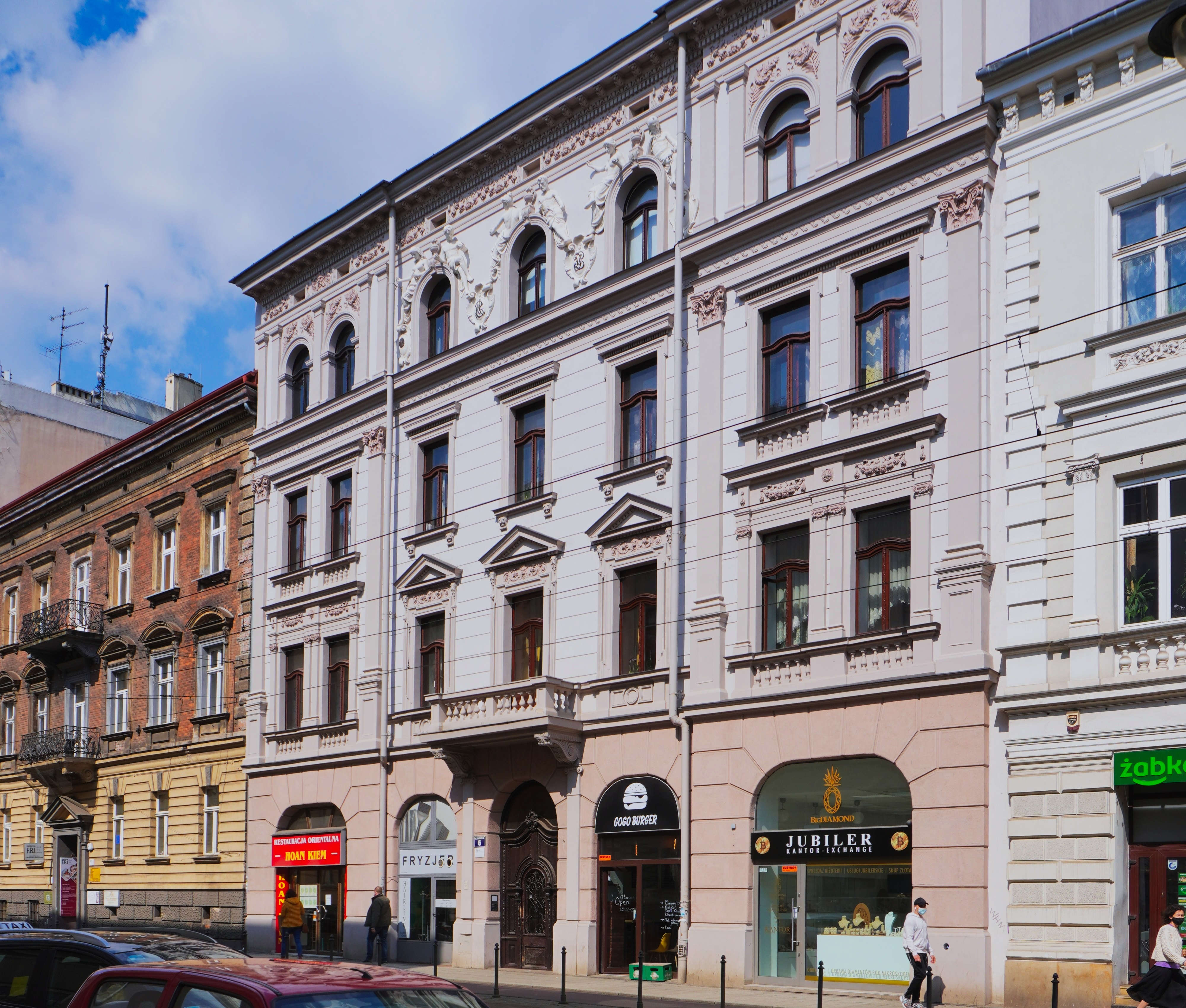
Kamienica (1896), Kraków, ul. Starowiślna 6
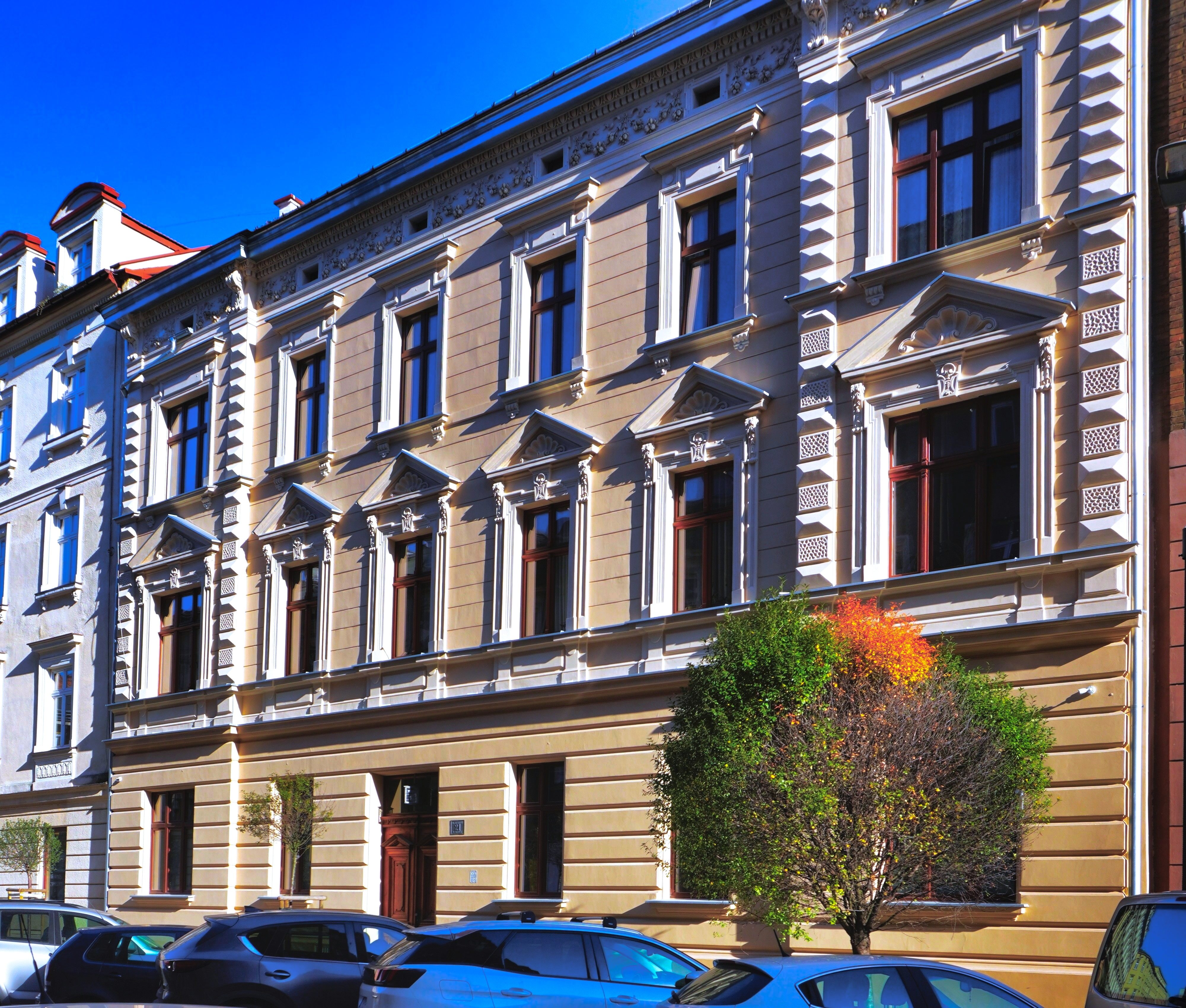
Kamienica (1899), Kraków, ul. Pędzichów 21
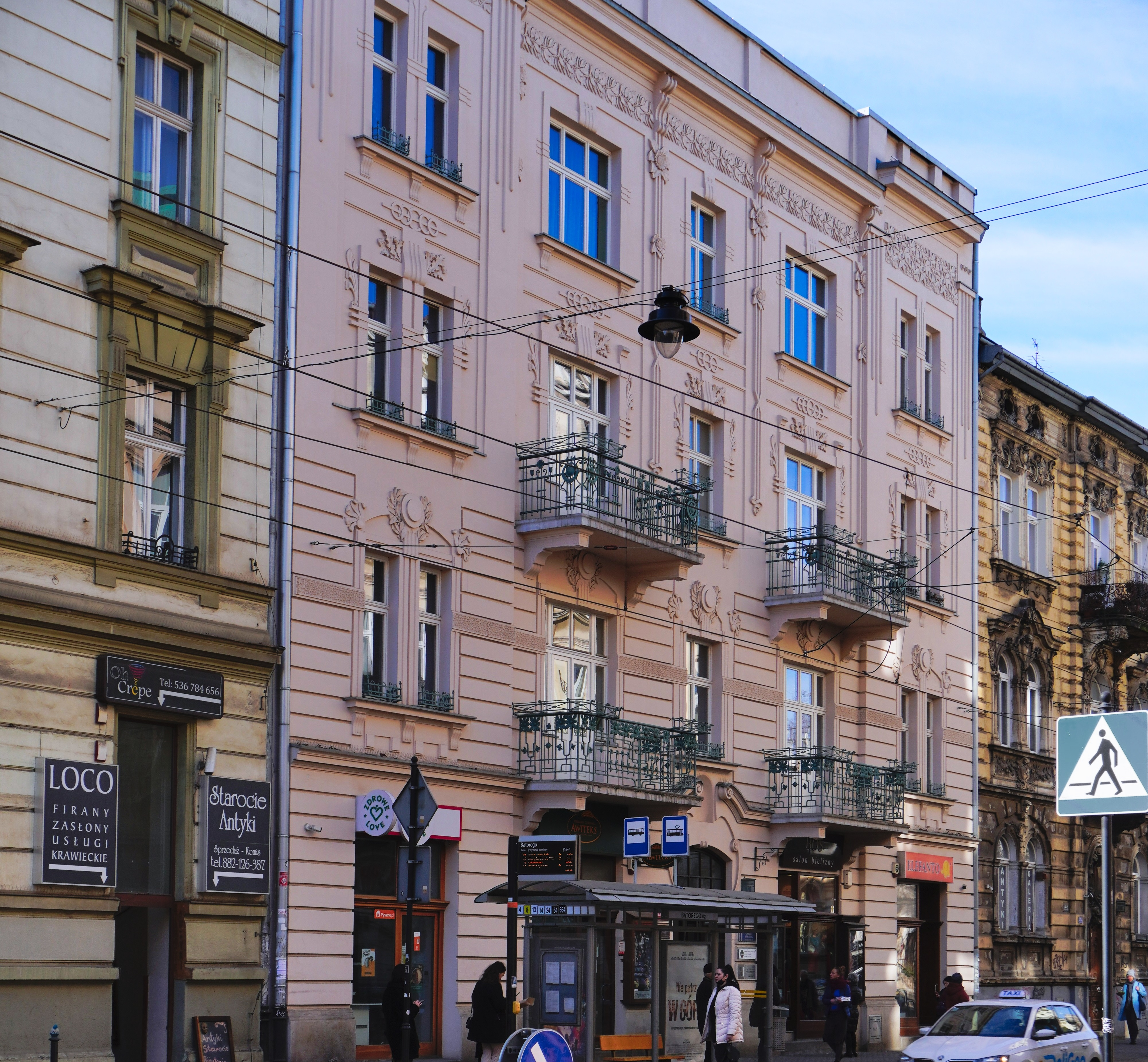
Kamienica (1910–1911), Kraków, ul. Karmelicka 46
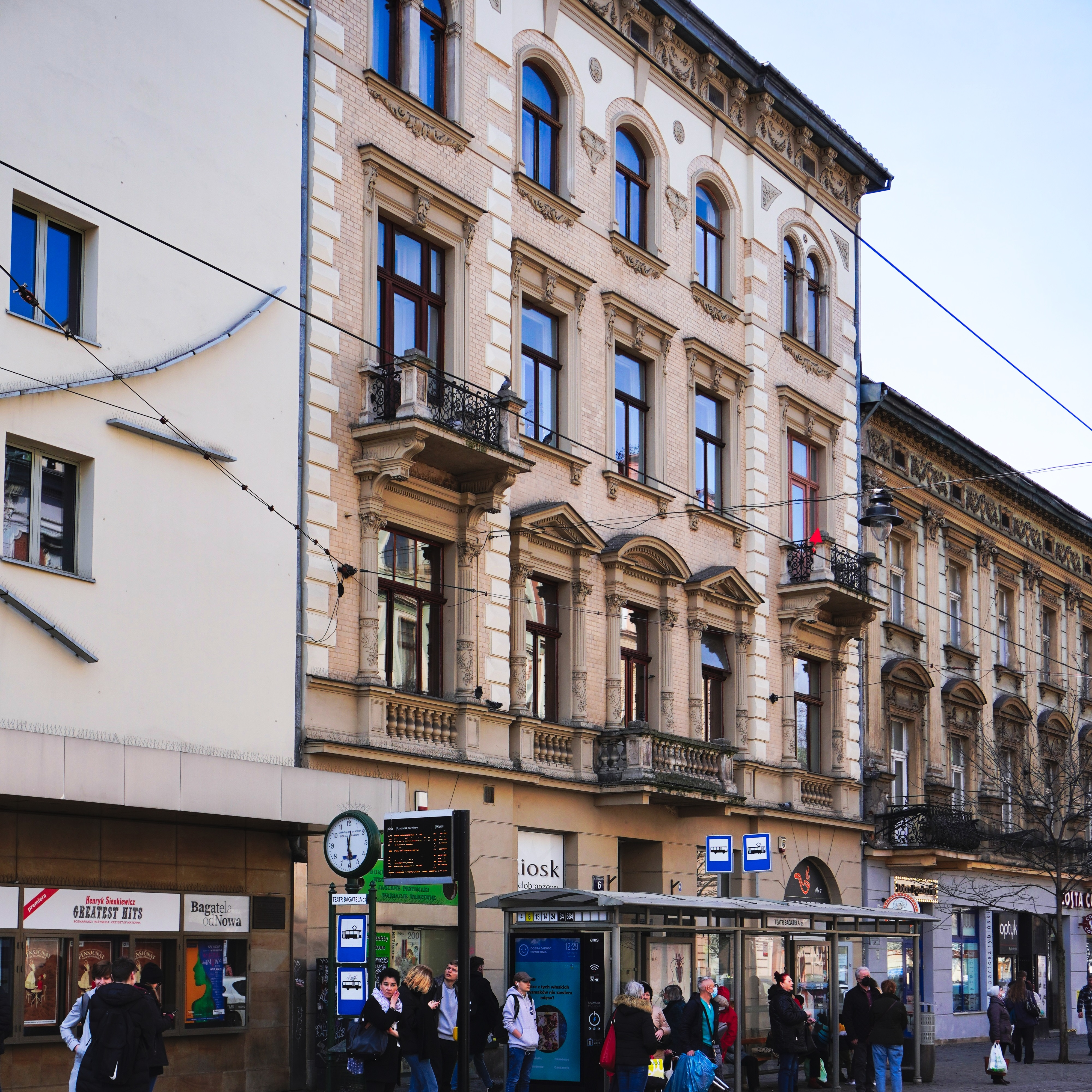
Kamienica (1891), Kraków, ul. Karmelicka 6
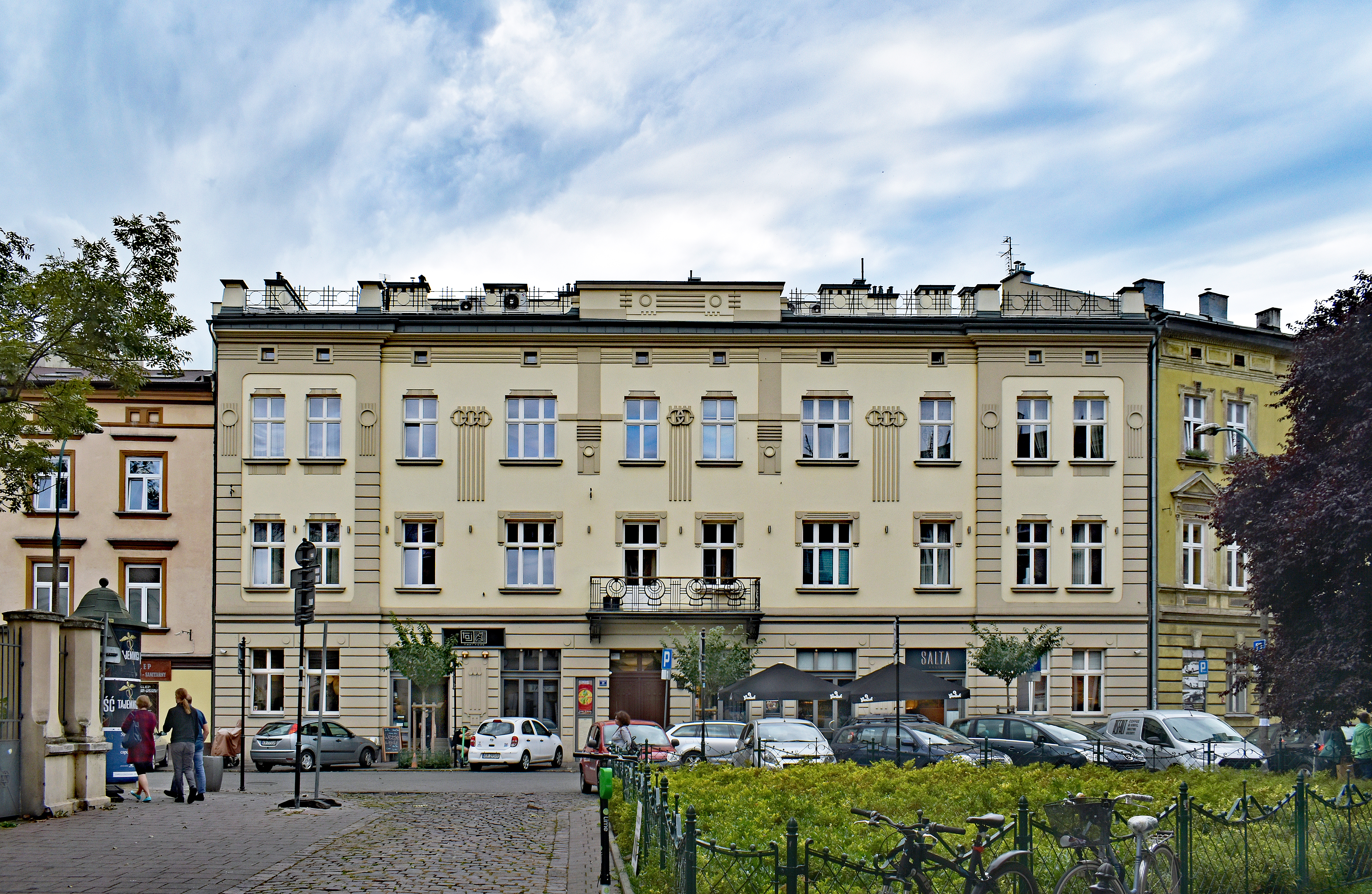
Secesyjna kamienica (1905) Kraków, ul. Miodowa 11
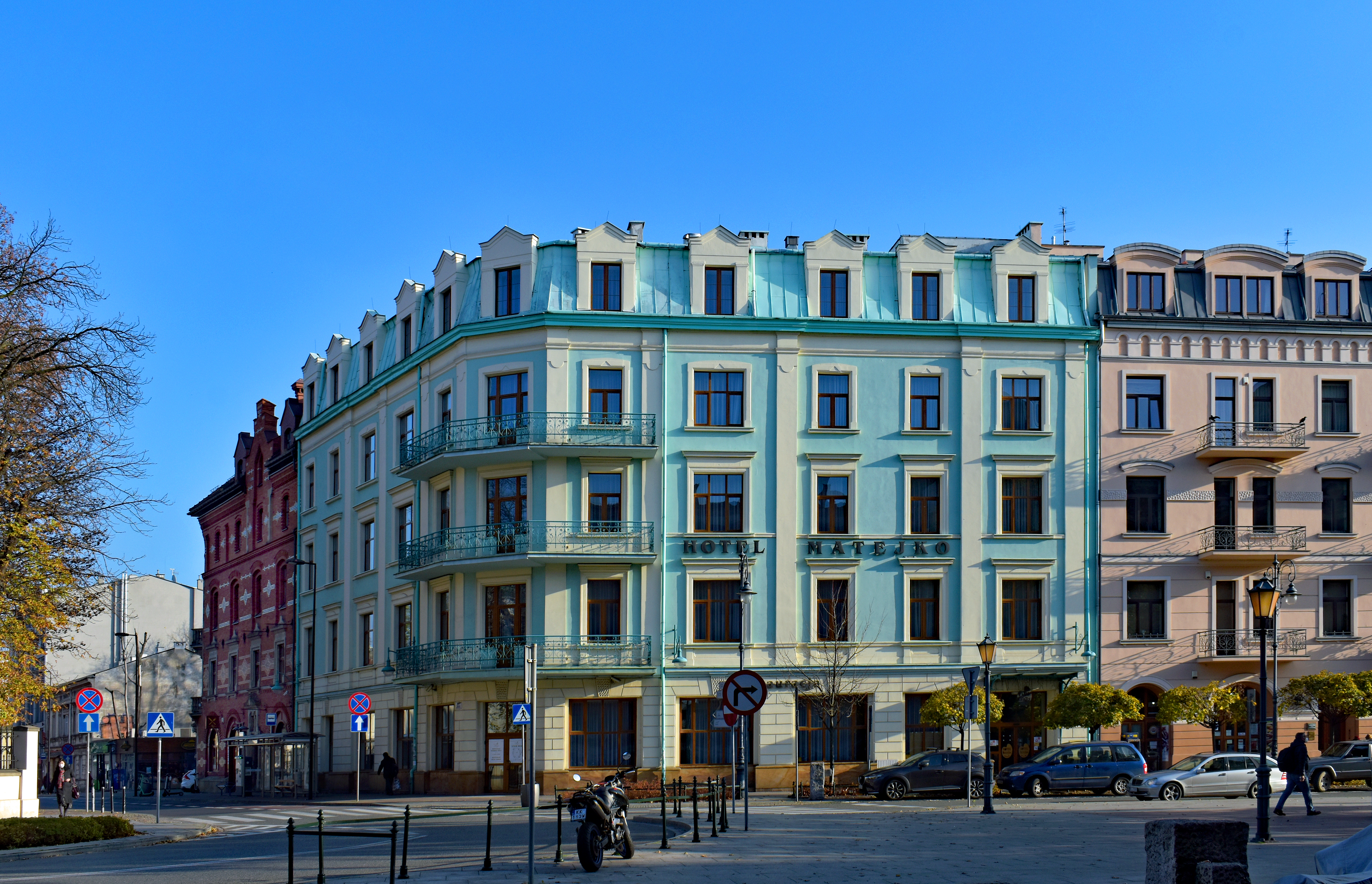
Kamienica, obecnie hotel (1909) Kraków, pl. Matejki 8
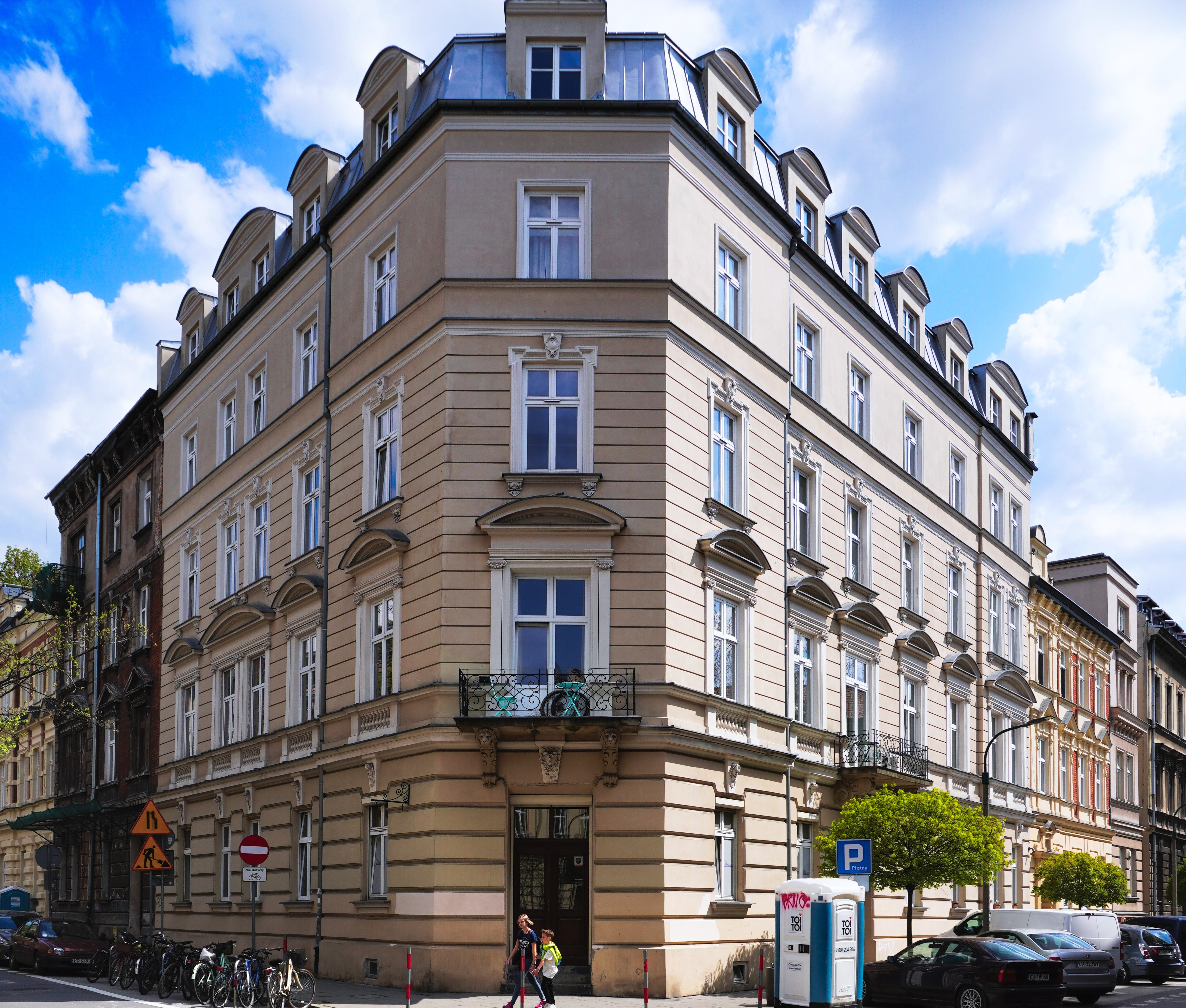
Kamienica (1897), Kraków, ul. Sobieskiego 19
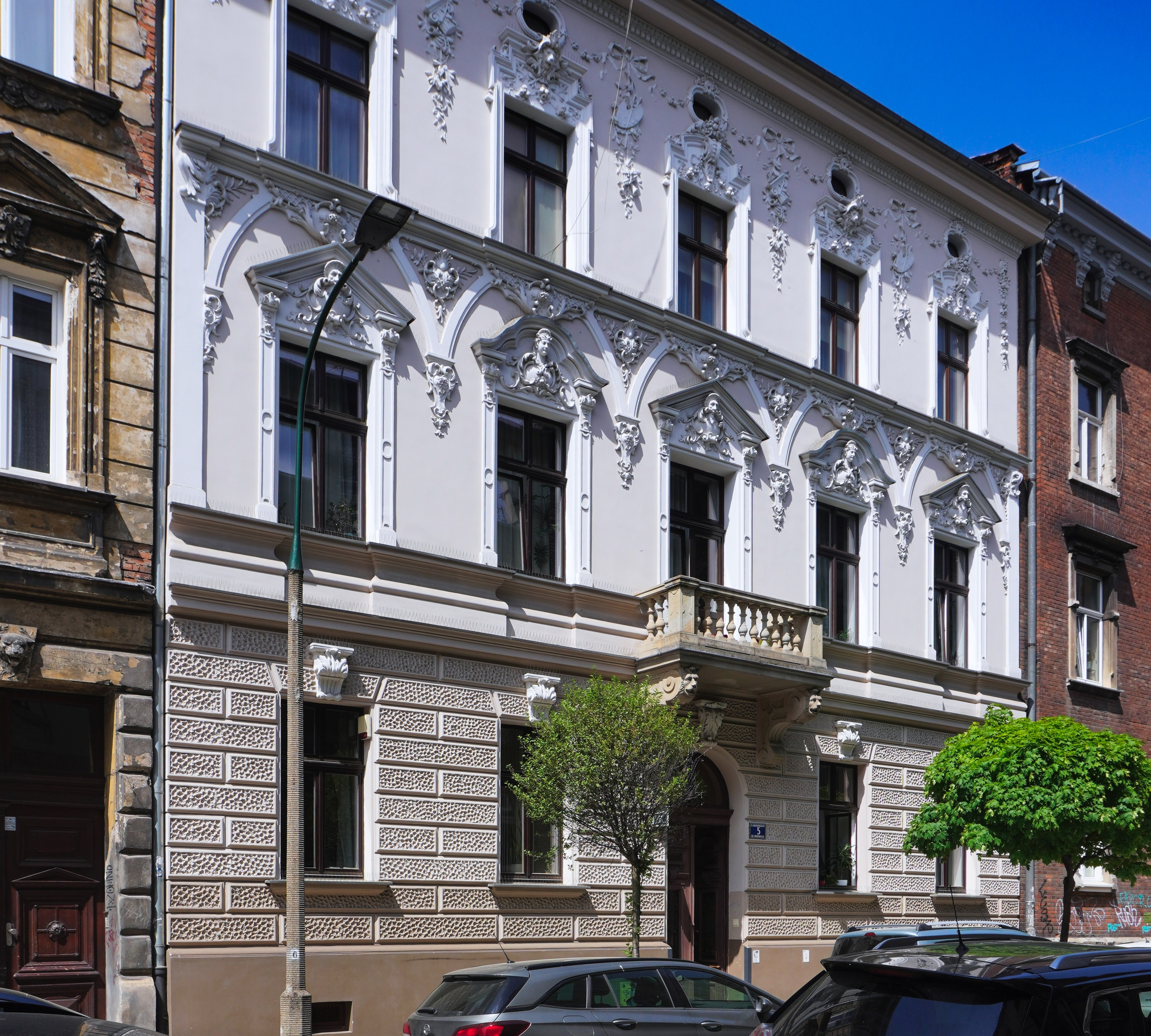
Kamienica (1895), Kraków, ul. Michałowskiego 5
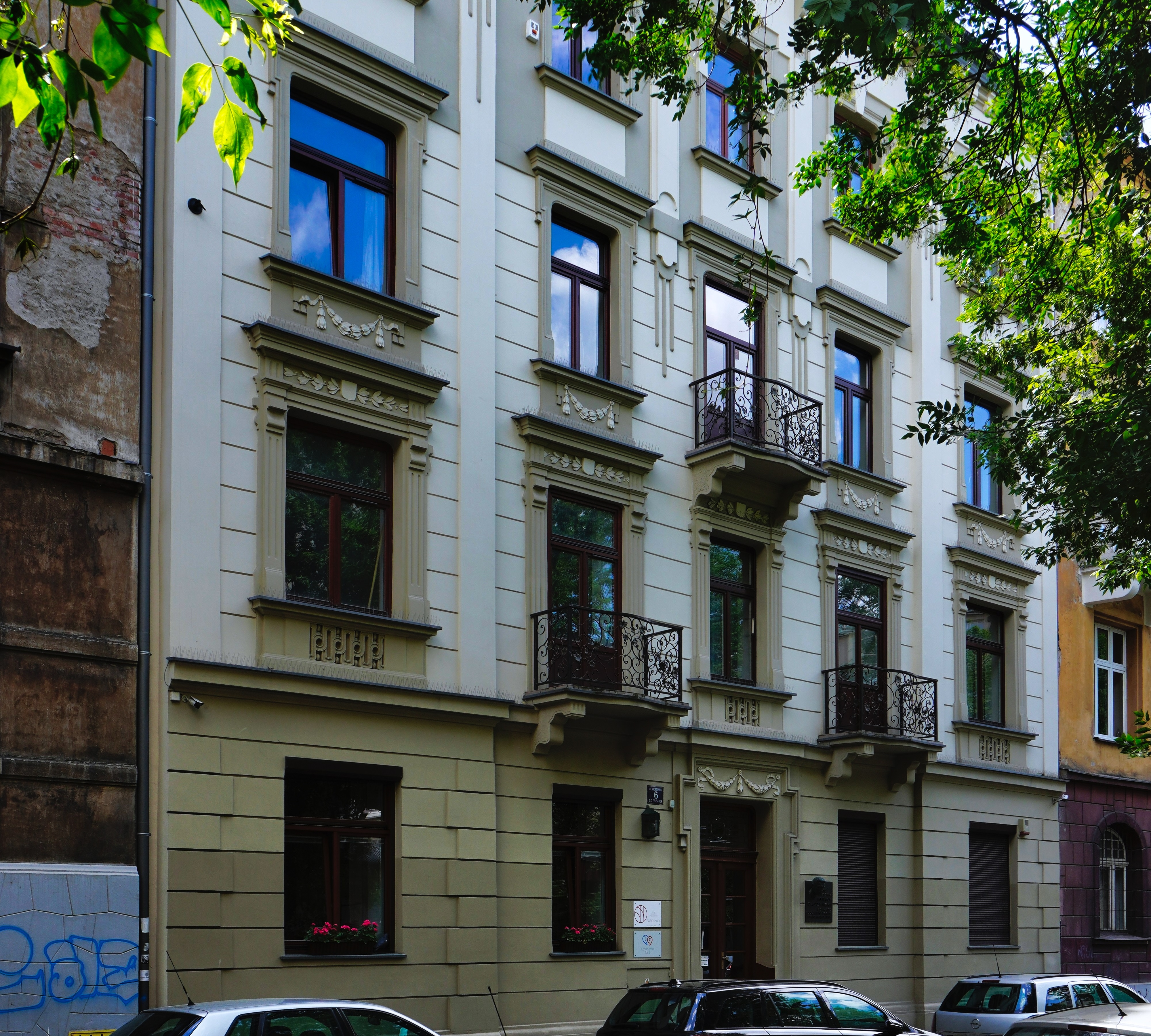
Kamienica (1910) Kraków, ul. Kremerowska 6
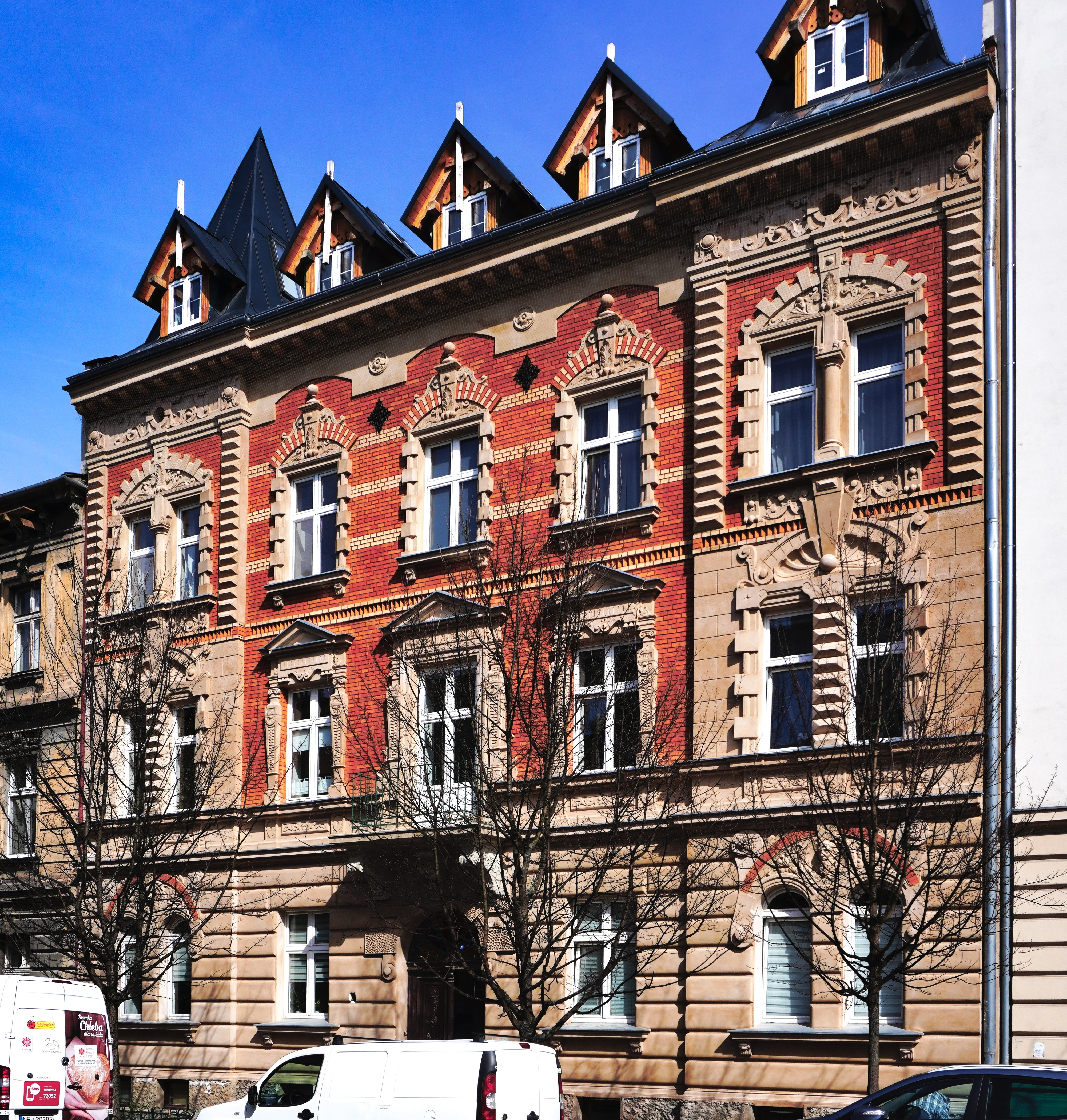
Kamienica (1893–1894), Kraków, ul. Krowoderska 55
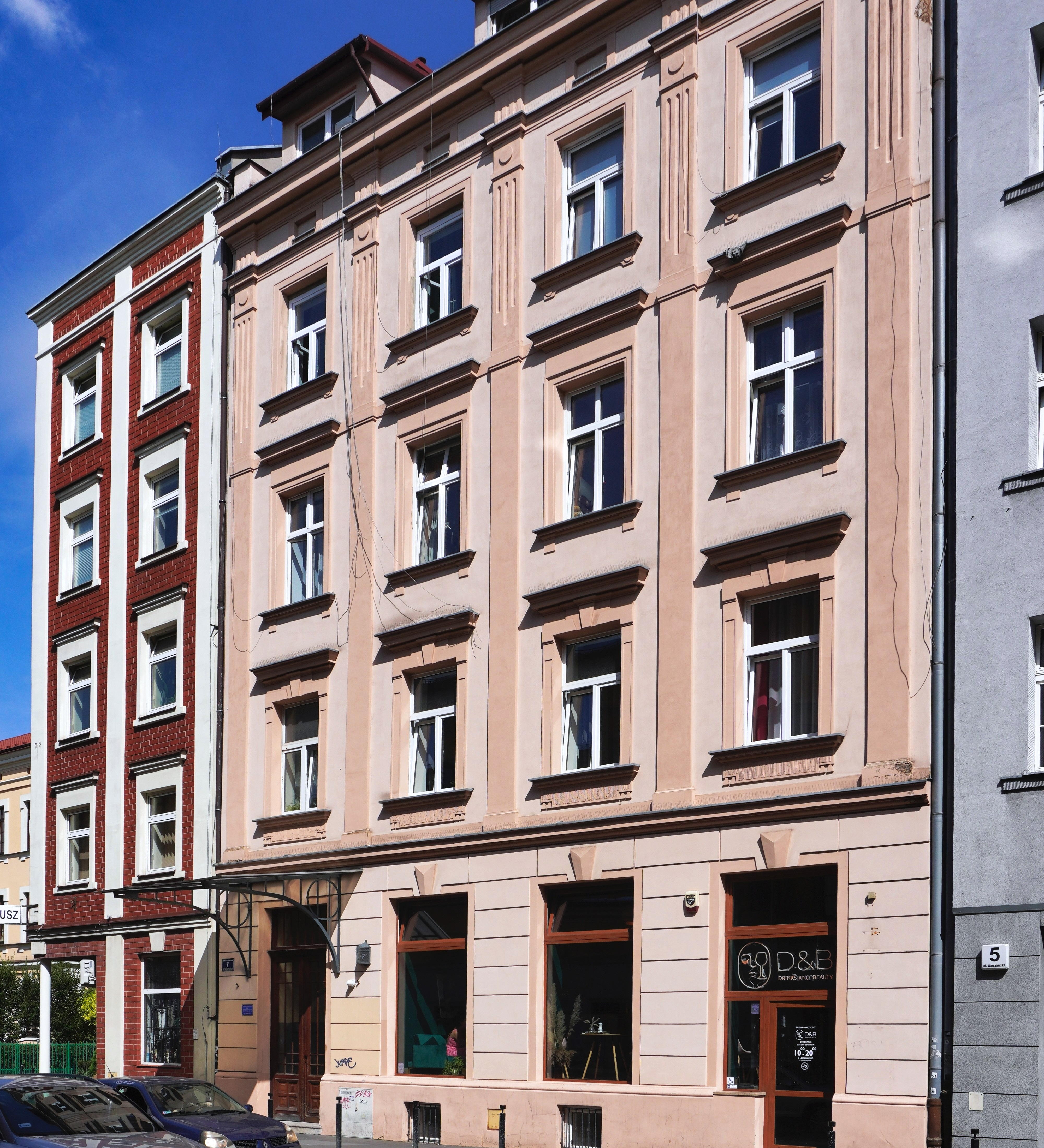
Kamienica (1911) Kraków, ul. Warszawska 7
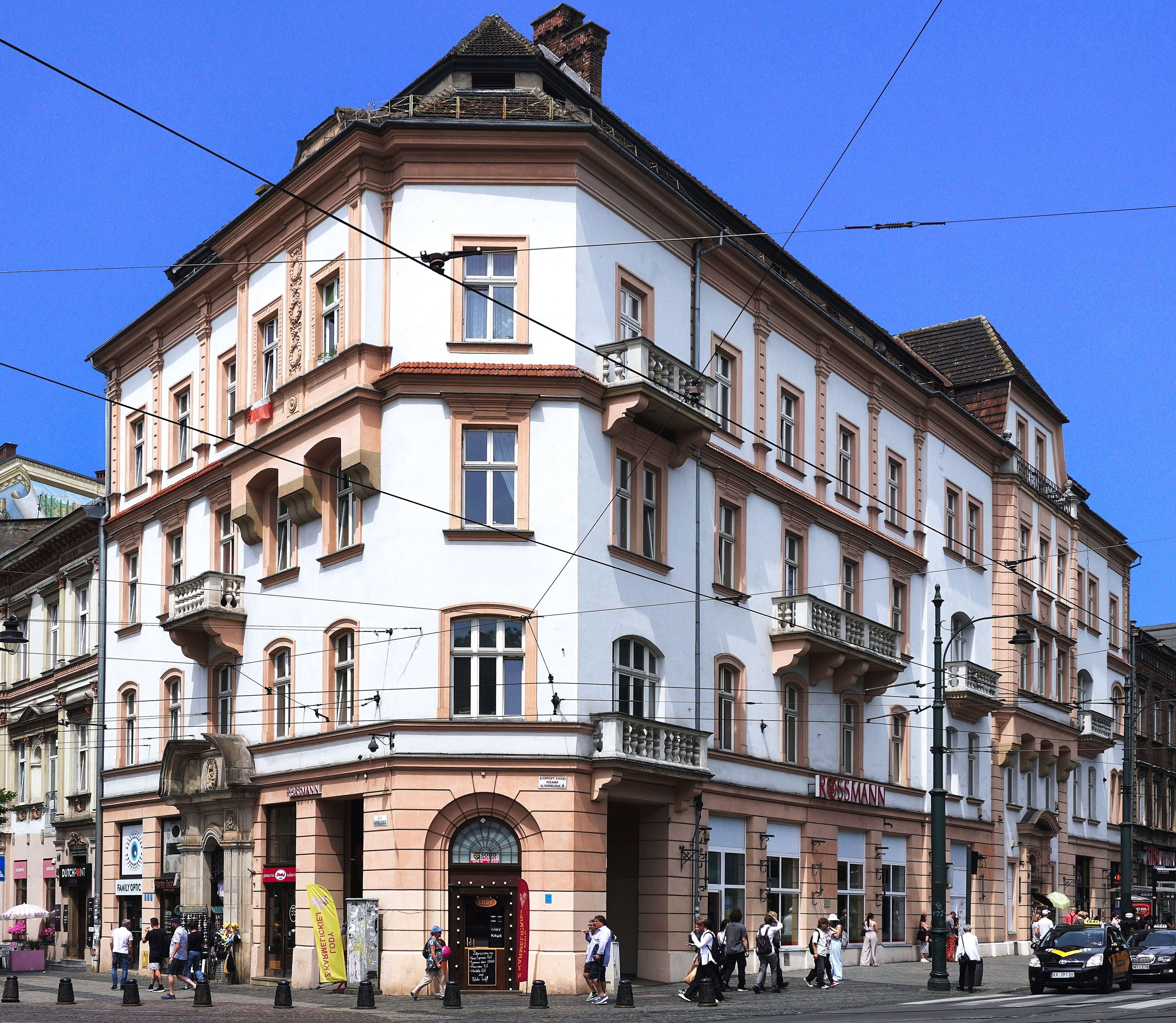
Kamienica (1907, wspólnie z Kazimierzem Wyczyńskim), Kraków, ul. Karmelicka 1 (ul. Dunajewskiego 1)
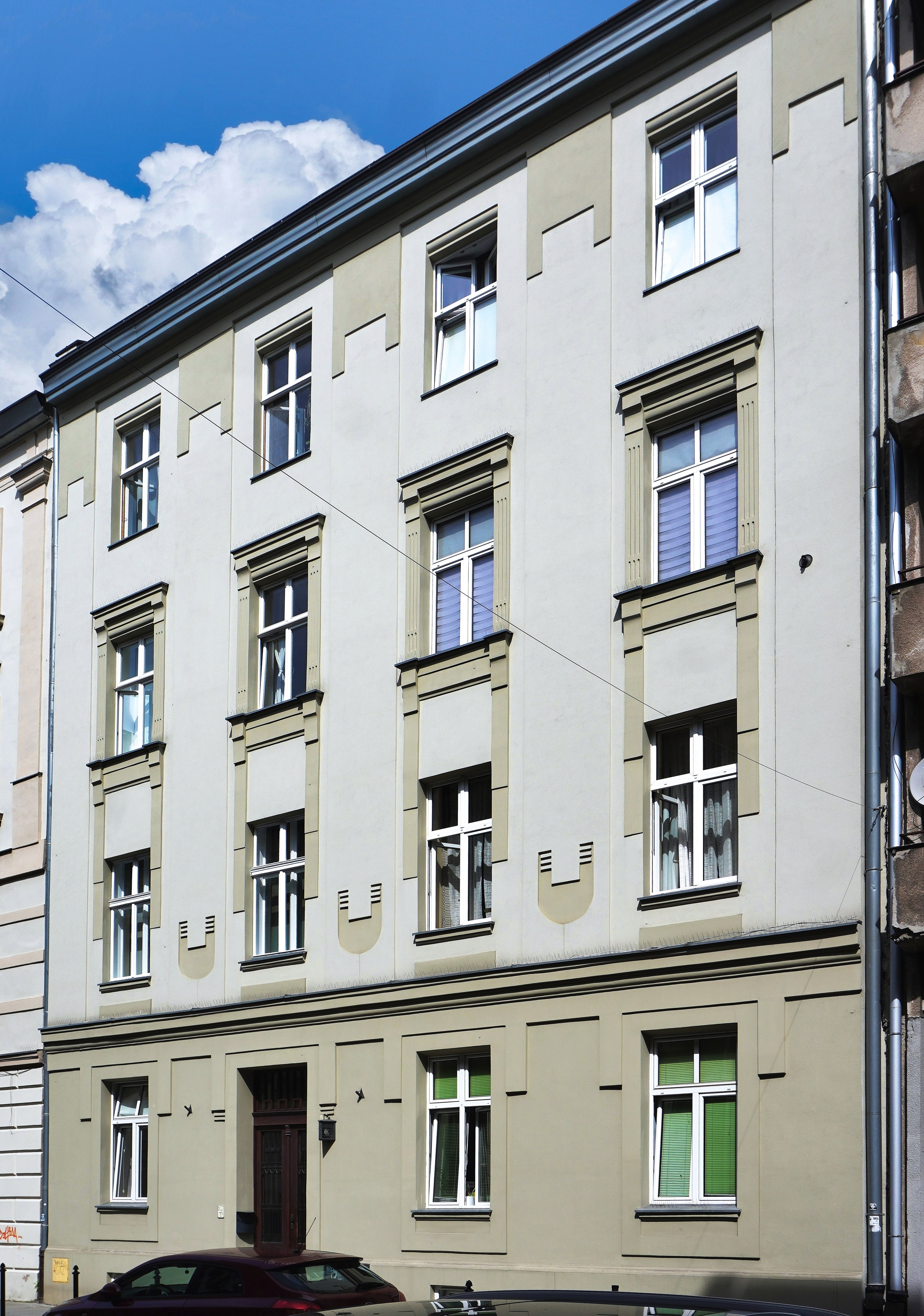
Kamienica (1909), Kraków, ul. Staszica 5
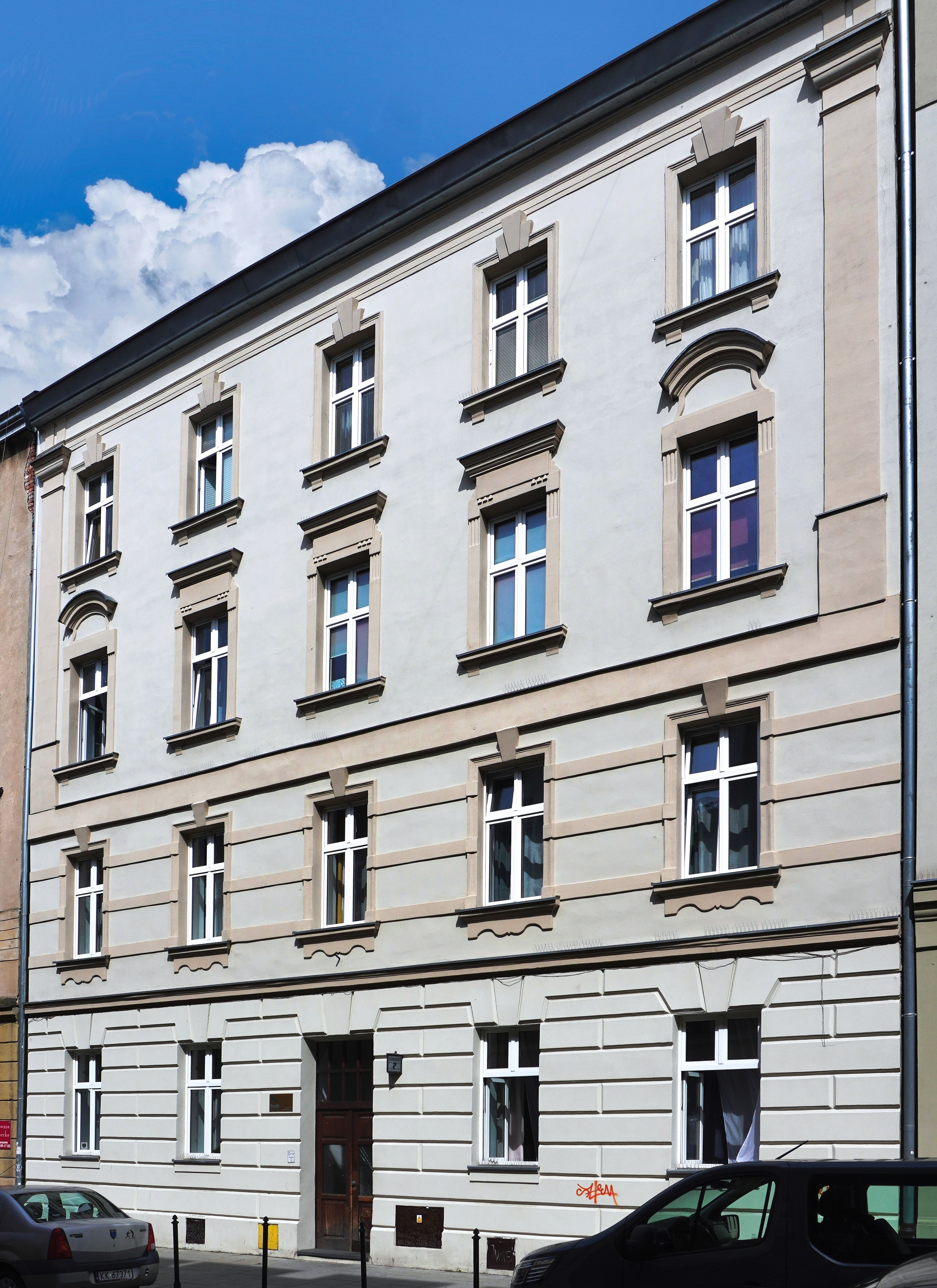
Kamienica (1909), Kraków, ul. Staszica 7